# Державний переворот у Гвінеї-Бісау
Державний переворот у Гвінеї-Бісау був здійснений військовими 12 квітня 2012 року за два тижні до другого туру президентських виборів між Карлушом Гомішем Жуніором і Кумбою Ялою. Переворот почався ввечері, коли на вулицях з'явилися військові та військова техніка, після чого з ефіру зникли державні ЗМІ. Наступного дня люди почали виходити на вулиці, незважаючи на введення комендантської години та видачу ордерів на арешт керівників колишньої цивільної адміністрації.
Обидва кандидати та президент спочатку були арештовані хунтою. Члени Військової ради, яка керувала країною до створення тимчасової Національної перехідної ради 15 квітня, заявили, що однією з причин перевороту було те, що чинна цивільна адміністрація попросила підтримки в Анголи у реформуванні збройних сил. Після міжнародного засудження та санкцій проти керівників хунти було підписано угоду, за якою тимчасовим президентом став Мануель Серіфо Намаджо, що зайняв третє місце на виборах. Президентські вибори були перервані; очікується, що їх буде проведено протягом двох наступних років. У цей час країною буде керувати тимчасовий уряд.

## Передумови
ЗМІ відзначали нестабільність у країні та називали її наркодержавою. Перевороту передували військові заворушення в 2010 році та невдала спроба державного перевороту в 2011 році. Останній був зумовлений протистоянням між флотом та армією. Гвінея-Бісау є перевалочним пунктом для постачань наркотиків з Латинської Америки до Європи, та міністри уряду і військовий персонал звинувачувались у взятті хабарів за покривання.
9 січня 2012 року помер президент Малам Бакай Санья. Відповідно до конституції, через 90 днів були призначені вибори нового президента. Незважаючи на мирну кампанію, за кордоном існували побоювання щодо можливого насильства або перевороту в разі, якщо армія не схвалить переможця. Через це генеральний секретар ООН Пан Гі Мун закликав до «мирних, організованих і прозорих» виборів. Безпосередньо перед переворотом кандидат у президенти Кумба Яла попередив про «наслідки», якщо почнеться кампанія другого туру виборів, оскільки його заява про фальсифікації у першому турі залишилася без відповіді. Як стверджувалося, Кумба Яла мав тісні зв'язки з членами своєї етнічної групи баланте, яка вважається найбільшою етнічною групою серед військових. Кампанія другого туру мала розпочатися 13 квітня, але напередодні стався переворот.
За кілька днів до перевороту Ангола (теж португаломовна країна) оголосила про виведення своїх сил з Гвінеї-Бісау у зв'язку з закінченням своєї дворічної військової місії, що мала на меті модернізувати збройні сили. Ангольське державне інформаційне агентство ANGOP повідомило, що ангольські війська були направлені в Гвінею-Бісау в березні 2011 року відповідно до двосторонньої військової угоди про реформування збройних сил. 16 квітня міністр оборони Гвінеї-Бісау Хорхе Толентіно Араухо мав прибути до Анголи, щоб зустрітися зі своїм колегою Кандідо Перейрою дос Сантосом Ван-Дуненом та начальником штабу армії Херальдо Сачіпенго Нундою. Кандидат у президенти та колишній прем'єр-міністр Карлуш Гоміш Жуніор був непопулярним в армії через спроби її реформувати.

## Причина
Згідно з португальським телеканалом SIC Noticias, за день до перевороту неназваний військовий командир заявив, що Гоміш Жуніор пустить ангольські війська в країну. Також він заявив, що солдати перехопили «секретний документ», яким уряд Гвінеї-Бісау санкціонував напад Анголи на армію Гвінеї-Бісау. Керівники хунти, що прийшла до влади після перевороту, випустили непідписане комюніке, заявивши, що «не мали амбіцій до влади», а переворот був реакцією на стверджуване укладення угоди з Анголою, тому що 200 військових інструкторів «знищили б збройні сили Гвінеї-Бісау». Представник хунти генерал-полковник Даа Бана на Вальна пізніше сказав, що Гоміш Жуніор і Перейра були скинуті через «занепокоєння» збройних сил через вибори. Відповідно до директора Chatham House в Африці Алекса Вайнса, Гоміша Жуніора вважали «кандидатом Анголи» на виборах.

## Переворот

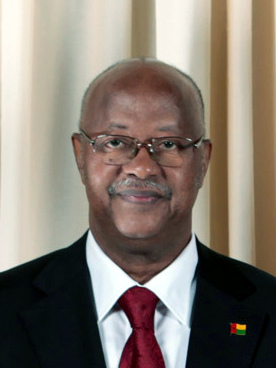
Кандидат в президенти Карлуш Гоміш Жуніор після перевороту був арештований

12 квітня повідомлялося про стрілянину з 19:00 до 21:00: повсталі війська з метою повалити уряд захопили контроль над центром столиці Бісау. За початковими повідомленнями дипломатів з країни, кандидат у президенти Карлуш Гоміш Жуніор і тимчасовий президент Раймунду Перейра пропали безвісти. Повстанці захопили контроль над офісами правлячої Африканської партії за незалежність Гвінеї та Кабо-Верде (ПАІГК) та радіостанціями. Вони також змусили відступити поліцію, лояльну до влади, обстрілявши її з РПГ. Солдати заблокували дороги зі столиці, а о 20:00 з ефіру зникло національне радіо та телебачення.
Як повідомлялося, будинок Гоміша Жуніора був оточений військовими та атакований гранатами. Каміло Ліма да Коста, син глави національної виборчої комісії Десехадо Ліми да Кости, заявив в ефірі радіостанції RDP Africa, що солдати розграбували будинок його батька, але батьки не постраждали. Згідно з іншими повідомленнями, солдати розграбували й інші будинки. Солдати також заблокували посольства, щоб не дозволити членам уряду там сховатися. Кілька неназваних політиків були заарештовані армією протягом ночі.
Пітер Томпсон, глава британської місії зі спостереження за виборами, так описав ситуацію в ніч перевороту: «Дуже велика присутність військових на вулицях. Вони були достатньо скоординовані минулої ночі з погляду того, як були перекриті дороги… Сьогодні на вулицях дуже спокійно, місто набагато спокійніше, ніж зазвичай. Люди залишаються вдома. Я знаю, що армія взяла під контроль державні ЗМІ та державне телебачення, але ще не випустила жодної заяви». Передавалися чутки, повідомлені репортером сенегальскої радіостанції RFM radio Ноєм Манкалі, про те, що Гоміш Жуніор був убитий протягом ночі солдатами, що належали до тієї ж етнічної групи баланте, що і Яла Ембало.

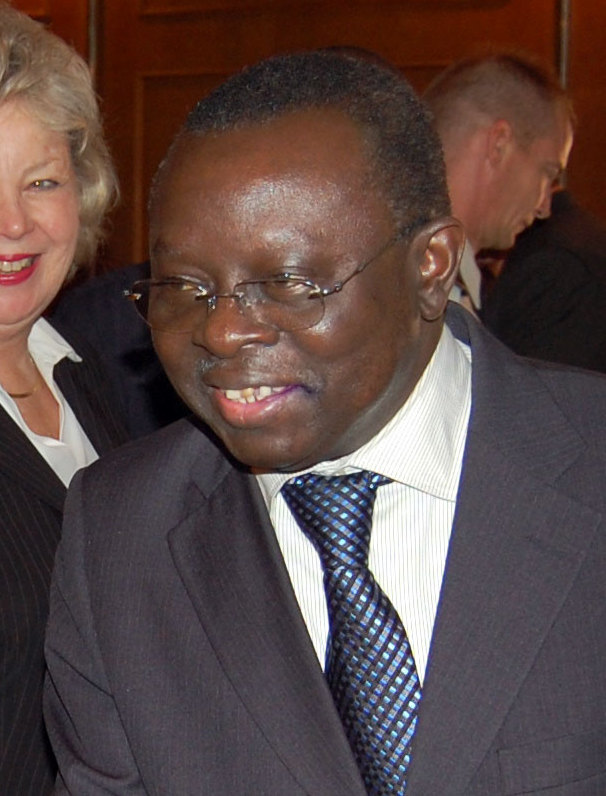
Тимчасовий президент Раймундо Перейра, який також був заарештований під час перевороту.

Неназване число міністрів уряду, а також генеральний директор судової поліції Хоао Біаге, за повідомленнями, були в бігах. 14 квітня журналіст Lusa Антоніо Алі Сільва повідомив виданню, що був заарештований на короткий час, але пізніше був випущений одночасно зі співачкою Дульсе Невес та охоронцями Гоміша Жуніора. 13 квітня Сенегал закрив свій сухопутний кордон з Гвінеєю-Бісау.
Люди почали виходити на вулиці, коли там вже практично не було солдатів. На радіо та телебаченні не було ніяких повідомлень від уряду або лідерів перевороту. Повідомлялося про «незвичайну» тишу в Бісау. Солдати заблокували радіо- і телевізійні станції, включаючи офіс державного телебачення, та офіс президента в Бісау. Наступного дня було введено комендантську годину та видано ордери на арешт членів цивільного уряду. Приватні радіостанції були закриті. 14 квітня деякі заклади відновили роботу, але вони закрилися рано через комендантську годину.

## Міжнародна реакція
На саміті Економічного співтовариства країн Західної Африки (ЕКОВАС) в Кот-д'Івуарі, присвяченому кризі в Малі, міністр закордонних справ Гвінеї-Бісау Мамаду Саліу Дхало Пірес, дізнавшись про події, що відбуваються в його країні, закликав до міжнародної підтримки: «Ситуація серйозна. Солдати окупують вулиці. Я говорив з тимчасовим прем'єр-міністром [Адіато Дхало Нандігна], і вона сказала, що знаходилась під вогнем», додавши, що міжнародна спільнота повинна продемонструвати «енергійну реакцію» на переворот.
Протягом перших годин після події міністр закордонних справ Кот-д'Івуара (приймаючої країни ЕКОВАС) Даніель Каблан Дункан заявив, що «інформація вказує нам, що відбувається переворот. ЕКОВАС офіційно та суворо засуджує таку спробу державного перевороту», додавши, що «це сумно, що після прикладу Сенегалу, де так добре пройшли вибори, після Малі в Гвінеї-Бісау відбулося нове силове втручання. Що я можу сказати на даний момент… ситуація не буде визнана ЕКОВАС». Президент комісії ЕКОВАС Кадре Десіре Уедраого виступив із заявою такого змісту: «Комісія твердо засуджує це останнє вторгнення військових в політику і беззастережно засуджує безвідповідальні дії, які ще раз продемонстрували їх схильність підтримувати Гвінею-Бісау в стані держави, що не відбулася». ЕКОВАС пізніше вирішив направити контингент військовослужбовців з метою забезпечення безпеки. Делегацію, яка також складалася з цивільних осіб, очолив президент Гвінеї Альфа Конде. ЕКОВАС також заявив, що другий тур виборів повинен відбутися.
Рада Безпеки ООН одностайно засудила переворот та заявила у резолюції, що відбулося «насильницьке захоплення влади у законного уряду Гвінеї-Бісау деякими елементами її збройних сил. [Ми] твердо засуджуємо це вторгнення військових в політику». Голова Ради Безпеки, посол США Сьюзен Райс, заявила: «Секретаріат [ООН] закликає міжнародне співтовариство розірвати порочне коло насильства та безкарності в Гвінеї-Бісау» та закликала до «негайного відновлення цивільної влади». Генеральний секретар Пан Гі Мун заявив, що він «вкрай стурбований» арештами цивільного керівництва, а його прес-секретар Мартін Несіркі заявив, що Пан Гі Мун закликав бунтівників «негайно і беззастережно звільнити всіх затриманих і забезпечити безпеку усього населення». Рада Безпеки ООН 18 травня одноголосно проголосувала за «відновлення конституційного порядку» в країні і затвердила резолюцію 2048 з санкціями, включаючи видачу заборони на поїздки за дипломатичними паспортами для п'яти членів військової хунти: генерала Антоніо Індхая, генерал-майора Мамаду Туре Куруми, генерального інспектора збройних сил генерала Естевао на Мена, начальника штабу ВПС бригадного генерала Ібрайми Камари та представника військового командування підполковника Даа Бани на Вальна.
Співдружність португаломовних країн (CPLP) скликала позачергове засідання 14 квітня в Лісабоні, в якому взяли участь міністри закордонних справ країн-членів. CPLP засудила переворот і закликала ООН, Африканський Союз і ЕКОВАС працювати в напрямку відновлення «конституційного порядку» в Гвінеї-Бісау. Крім того, вони закликали до припинення військових дій, що загрожували державі або «легітимності» Гвінеї-Бісау. Пізніше CPLP закликала до уповноваженого ООН військового втручання та зазначила, що підтримує ангольську присутність в країні .
Голова комісії Африканського Союзу Жан Пінг заявив, що засуджує «обурливі дії, які підривають зусилля зі стабілізації ситуації в Гвінеї-Бісау та кидають тінь на імідж країни і Африки». В середині травня Гвінея-Бісау була відсторонена від участі в Африканському Союзі. Прес-секретар Верховного представника Євросоюзу з питань спільної зовнішньої та безпекової політики Кетрін Ештон заявила, що «ЄС вже призупинив більшу частину своєї допомоги Гвінеї-Бісау», і закликала військове командування звільнити затриманих лідерів і відновити «законну владу». Екмеледдін Іхсаноглу, генеральний секретар Організації Ісламського співробітництва, назвав переворот «огидним і неприйнятним актом», додавши, що ці події заважатимуть безпеці і демократичному процесу. Він також закликав звільнити затриманих політиків.
Ангольський міністр оборони Кандідо Перейра дос Сантос Ван-Дунем заявив, що Ангола буде «продовжувати надавати повну підтримку [Гвінеї-Бісау через] відмінні зв'язки», додавши, що дата виведення військ обговорюється. 1 жовтня ангольський посол при ООН Ісмаель Абраао Гаспар Мартінс повідомив, що продовжується пошук рішення для «нормалізації конституційного порядку» в рамках роботи Ради Безпеки ООН, Африканського Союзу, CPLP і ЕКОВАС.
Португалія, колишній колонізатор, рекомендувала своїм громадянам залишатися в своїх будинках. Представник МЗС заявив, що «португальський уряд закликає до припинення насильства та поваги до закону». Міністр оборони Хосе Педро Агілар-Бранку заявив, що португальські військові готові до евакуації своїх громадян: «Це наша відповідальність і наша робота забезпечити належну готовність у разі необхідності евакуації». Португалія також видала попередження для своїх туристів. 15 квітня було оголошено, що два військово-морських судна та літаки були на шляху до Західної Африки, готові до можливої евакуації 4000—5000 португальських громадян. 1 жовтня португальський посол при ООН Жозе Філіпе Мораес Кабрал повторив заяву Анголи на тому ж засіданні.
Португаломовні країни Бразилія та Східний Тимор також відреагували на події. Міністерство Бразилії з зовнішніх зв'язків висловило свою «турботу» з приводу подій і заявило, що закликатиме до позачергового засідання Ради Безпеки ООН для обговорення цього питання. Президент Східного Тимору Жозе Рамуш-Орта заявив, що «ситуація в Гвінеї-Бісау, за якою я слідкував протягом багатьох років, є надзвичайно складною, небезпечною, оскільки вона може деградувати в ще більше насильство, але країна не в змозі дозволити собі нову невдачу в мирному процесі та демократизації». Він також запропонував стати посередником в кризі. Його пропозиція була прийнята 16 квітня.
Міністр закордонних справ Гвінеї Едуард Ніанкойе Лама закликав до «відновлення миру і стабільності» та «усіх демократичних інститутів», виступаючи на загальних дебатах на 67-й сесії Генеральної Асамблеї Організації Об'єднаних Націй. Президент Ліберії Елен Джонсон-Серліф також піддала критиці «неконституційне усунення демократичного уряду». Президент Намібії Хіфікєпуньє Похамба заявив на дебатах, що він засуджує «неконституційні зміни», і подякував ЕКОВАС за прагнення вирішити проблему. Нігерія також засудила переворот, її президент Гудлак Джонатан заявив на дебатах: «Гвінея-Бісау — черговий спалах нестабільності в субрегіоні Нігерії та ЕКОВАС. Насправді ЕКОВАС було створено Контактну групу на чолі з Нігерією, щоб допомогти створити перехідний уряд з метою повернення цієї країни до політичного та конституційного порядку. На виконання цієї мети Нігерія представила 10 мільйонів доларів для тимчасового уряду Гвінеї-Бісау, щоб допомоги стабілізувати обстановку в країні». Росія закликала до відновлення цивільного уряду.
Канада також засудила переворот. Прес-секретар американського Білого дому Джей Карні заявив: «Ми закликаємо до звільнення всіх державних діячів та закликаємо всі сторони врегулювати свої розбіжності шляхом демократичного процесу». Американське посольство виступило із заявою такого змісту: «Достойно жалю, що військові елементи Гвінеї-Бісау вирішили зірвати демократичний процес в Гвінеї-Бісау». На прес-брифінгу офіційний представник Держдепартаменту Марк Тонер закликав усі сторони конфлікту «скласти зброю, негайно випустити лідерів уряду та відновити легітимне цивільне керівництво». Державний департамент також видав попередження для своїх туристів і закликав своїх громадян в країні «знайти укриття та уникати центру міста Бісау».

## Подальші події. Створення перехідного уряду
Керівники перевороту сформували «Військове командування» під керівництвом заступника начальника генерального штабу збройних сил генерала Мамаду Туре Куруми. Наступного дня вони оголосили про усунення Гоміша Жуніора. Тимчасовий президент Раймунду Перейра та начальник генерального штабу збройних сил генерал Антоніо Індхай, як було повідомлено, знаходилися «під контролем армії», однак були чутки, що Індхай переховується та солдати шукали його в усіх посольствах. Військове командування пізніше заявило, що воно також утримує Ялу Ембалу. Затримані посадовці згодом були звільнені.
Старші офіцери армії зустрілися з лідерами політичних партій та закликали їх сформувати перехідний уряд, з умовою, що армія буде контролювати міністерства оборони та внутрішніх справ. У зустрічі взяли участь: Індхай, який пізніше був арештований; заступник начальника генерального штабу генерал Мамаду Туре Курума; керівники армії, авіації та флоту; представник армії підполковник Даа Бана на Вальна та чотири полковники; однак не було жодного представника правлячої ПАІГК. П'ять провідних кандидатів від опозиції (Моамед Яла Ембало, Мануель Серіфо Намадхо, Енріке Роса, Басіро Дха та Вісенте Фернандес) оголосили на спільній прес-конференції про бойкот другого туру виборів. Агнела Регалья з Союзу за зміни, яка також була присутня на зустрічі, сказала, що «військові начальники запропонували ідею нових президентських і парламентських виборів». Представник коаліції опозиційних партій Фернандо Вас, заявив, що обговорення продовжується третій день, і що для участі була запрошена ПАІГК. Після зустрічі коаліція висунула військовому командуванню низку пропозицій щодо перехідного уряду національної єдності.
В центрі Бісау пройшли невеликі протести на підтримку Гоміша Жуніора, але, за словами Пітера Томпсона, солдати заарештували кількох протестуючих і встановили блокпости на вулицях. ПАІГК, коментуючи ідею перехідного уряду, заявила, що «відкидає будь-які антиконституційні й антидемократичні пропозиції врегулювання кризи», а також закликала до звільнення затриманих. 15 квітня солдати розігнали демонстрацію з близько 30 чоловік біля Національних зборів, де проходили переговори про перехідний уряд. Національна спілка трудящих Гвінеї-Бісау, до якої входить близько 8 тисяч державних службовців, закликала до загального страйку на наступний день.
16 квітня було досягнуто угоду з 22 з 35 опозиційних партій про створення Національної перехідної ради. ПАІГК була відсторонена від укладення угоди. Вас заявив, що розмір, склад та повноваження ради будуть визначені наступного дня, а потім обговорені з військовим командуванням. Він також зазначив, що існуючі органи будуть розпущені, а керувати країною будуть два комітети: один буде займатися закордонними справами, а інший — соціальними питаннями. Перехідний громадянський уряд буде правити два роки, перш ніж будуть проведені нові вибори. Спікер Національних зборів Мануель Серіфо Намадхо, який раніше відхилив пропозицію посісти посаду тимчасового президента в квітні 2012 року, був знову обраний тимчасовим президентом 11 травня 2012 року.